# Avenue du Docteur-Heydenreich
L'avenue du Docteur-Heydenreich est une voie de la commune de Nancy, comprise dans le département de Meurthe-et-Moselle, en région Lorraine.

## Situation et accès
L'avenue du Docteur-Heydenreich est une courte voie rectiligne en impasse menant de l'avenue du Maréchal-de-Lattre-de-Tassigny à l'est, à la maternité régionale Adolphe Pinard à l'ouest. Elle monte légèrement d'est en ouest en s'éloignant de la vallée de la Meurthe. Elle est sise au sud du ban communal de Nancy, au sein du quartier administratif Saint-Pierre - René II - Marcel Brot.

## Origine du nom
Son nom vient d'Albert Heydenreich (1849-1898), doyen de la faculté de médecine de Nancy.

## Bâtiments remarquables et lieux de mémoire
- Hôtel de la Mission Royale, édifice sis à l'angle de l'avenue du Maréchal-de-Lattre-de-Tassigny, inscrit au titre des monuments historiques depuis 1940 et classé depuis 1997[1].
- no 4 : Centre régional du CNAM.
- no 10 : Maternité régionale.